# Антоній Валашек
Антоній Валашек (пол. Antoni Walaszek; 19 вересня 1923, Петшиковице — 23 січня 1995, Варшава) — польський політик часів ПНР, функціонер ПОРП. Був першим секретарем парторганізацій Катовиць і Щецина. Займав жорстку позицію під час робітничих протестів на Балтійському узбережжі у 1970 році. Після цих подій виведено із партійного апарату.

## У партійному апараті
Народився в сілезькому селі. Під час нацистської окупації воював у Батальйонах хлопських. У 1946 році вступив до ПРП. Наступного року пройшов навчання у повітській і воєводській партшколах, після чого був зарахований до партапарату. З 1948 року — партійний функціонер урядущої компартії ПОРП.
У 1948—1950 роках Антоній Валашек — секретар повітського комітету ПОРП у Цешині. У 1952 році закінчив Партійну школу при ЦК ПОРП, здобув економічну освіту. У 1952—1953 роках — інструктор, до 1954 року — завідувач відділу, у 1954—1959 роках — секретар міськкому, потім до 1960 року — перший секретар воєводського комітету ПОРП у Катовицях.
Спеціалізувався на економічному управлінні. Як партсекретар опікувався транспортною інфраструктурою промислового масиву Катовиць. Політично виявляв повну лояльність партійному керівництву — як за сталінського курсу Болеслава Берута, так і за десталінізації Владислава Гомулки. Невдоволення Гомулки він викликав лише один раз — у 1962 роках, через «вольності» на щецинському фестивалі молодих талантів.
У 1960 році Валашека переведено на Балтійське узбережжя і він обійняв посаду першого секретаря воєводського комітету ПОРП у Щецині. Посилив систему партійного контролю за промисловістю. Період секретарства Валашека відзначався соціально-економічними труднощами, падінням рівня життя (що, втім стосувалося всієї країни, а не тільки Щецинського воєводства).

## Відмова говорити з «натовпом»
У грудні 1970 року підвищення цін на продовольство викликало масові страйки та демонстрації робітників Балтійського узбережжя. У Щецині протестувальники були налаштовані особливо радикально, чому сприяли такі лідери, як-от Едмунд Балука, Адам Ульфік, Мар'ян Юрчик. Кілька днів у місті існувало як мінімум двовладдя — комітет ПОРП і страйковий комітет із центром на комітеті імені Варського. Секретар ЦК ПОРП Ян Шидляк із тривогою говорив про створену страйкарями Щецинську республіку.
Антоній Валашек не зміг адекватно оцінити ситуацію. Спочатку він був упевнений, що «Гданські заворушення Щецина не торкнуться». Коли 17 грудня 20-тисячна демонстрація підійшла до будівлі воєводського комітету ПОРП і вимагала зустрічі з першим секретарем, він зробив ставку на насильство. Перший секретар провів екстрену нараду з воєводською комендатурою міліції та командуванням армійської 12-ї механізованої дивізії. Валашек категорично відмовився «розмовляти з натовпом».
Результатом стали запеклі вуличні зіткнення. Проти робітників кинули не тільки міліцію, ЗОМО, а й регулярні армійські частини з танками. У відповідь протестувальники спалили будівлю воєводського комітету ПОРП. Сам Валашек насилу встиг вибратися з будівлі службовими сходами під охороною солдатів. У Щецині було вбито 16 людей. Роль першого секретаря Валашека у цих подіях відбилася у фольклорній Щецинській баладі: «Корабельня рушила на палац Товстуна… Згоріло його крісло, залишився лише попіл…».
Грудневі події призвели до зміни вищого керівництва ПОРП та ПНР. 20 грудня 1970 року першим секретарем ЦК ПОРП став Едвард Герек, налаштований на компроміси та маневрування. Але саме у Щецині страйки та демонстрації тривали найдовше. Валашек ще розраховував утримати свої позиції. Він покладав всю провину на протестувальників, вимагав дотримання порядку, закликав підтримувати Герека, розпочав чищення регіональних партійних ЗМІ. Трудові колективи Щецина вимагали його відставки, до них приєдналося багато низових парторганізацій. 11 січня 1971 року Валашека зняли з посади як того, хто «не впорався з ситуацією» (його змінив функціонер економічного відділу ЦК Еугеніуш Олубек).

## У відставці
До якоїсь відповідальності Валашек, однак, не притягувався. Було переведено до Варшави, призначено в установу постачання радянської групи військ у Польщі.
Після виходу на пенсію жив приватним життям. У бурхливих політичних подіях — протистоянні ПОРП із профспілкою «Солідарність», зміні суспільно-політичного устрою — участі не брав. Помер у віці 71 року, похований у Варшаві.
Люди, які знали Антонія Валашека, відзначали таку його межу, як пристрасть до полювання.